# David Schwimmer
Pour les articles homonymes, voir Schwimmer.
David Lawrence Schwimmer est un acteur et réalisateur américain né le 2 novembre 1966 à Astoria (New York). 
Il est connu pour avoir interprété le personnage de Ross Geller dans la série Friends entre 1994 et 2004. Parmi ses autres rôles notables, il joue en 2001 le capitaine Herbert Sobel dans la mini-série Band of Brothers et prête ses traits en 2016 à Robert Kardashian dans The People v. O.J. Simpson, première saison de la série anthologique American Crime Story. Il prête également sa voix à la girafe Melman dans la franchise d'animation Madagascar depuis 2005.
Il réalise deux longs métrages, Cours toujours Dennis en 2007 et Trust en 2010.

## Biographie
David Schwimmer a grandi dans une famille juive allemande. Ses parents ont tous deux fait une carrière dans le droit. David a une sœur aînée nommée Ellie (née en 1965).
Il a eu ses premières expériences théâtrales alors qu'il avait 10 ans.
Après ses études universitaires (théâtre, expression), il cofonde The Lookingglass Theater, une compagnie de huit acteurs, auteurs et metteurs en scène. Il interprète de nombreux personnages et met en scène plusieurs pièces, dont The Jungle qui reçoit de nombreuses récompenses.

### Longue carrière télévisuelle et consécration (1992-2004)

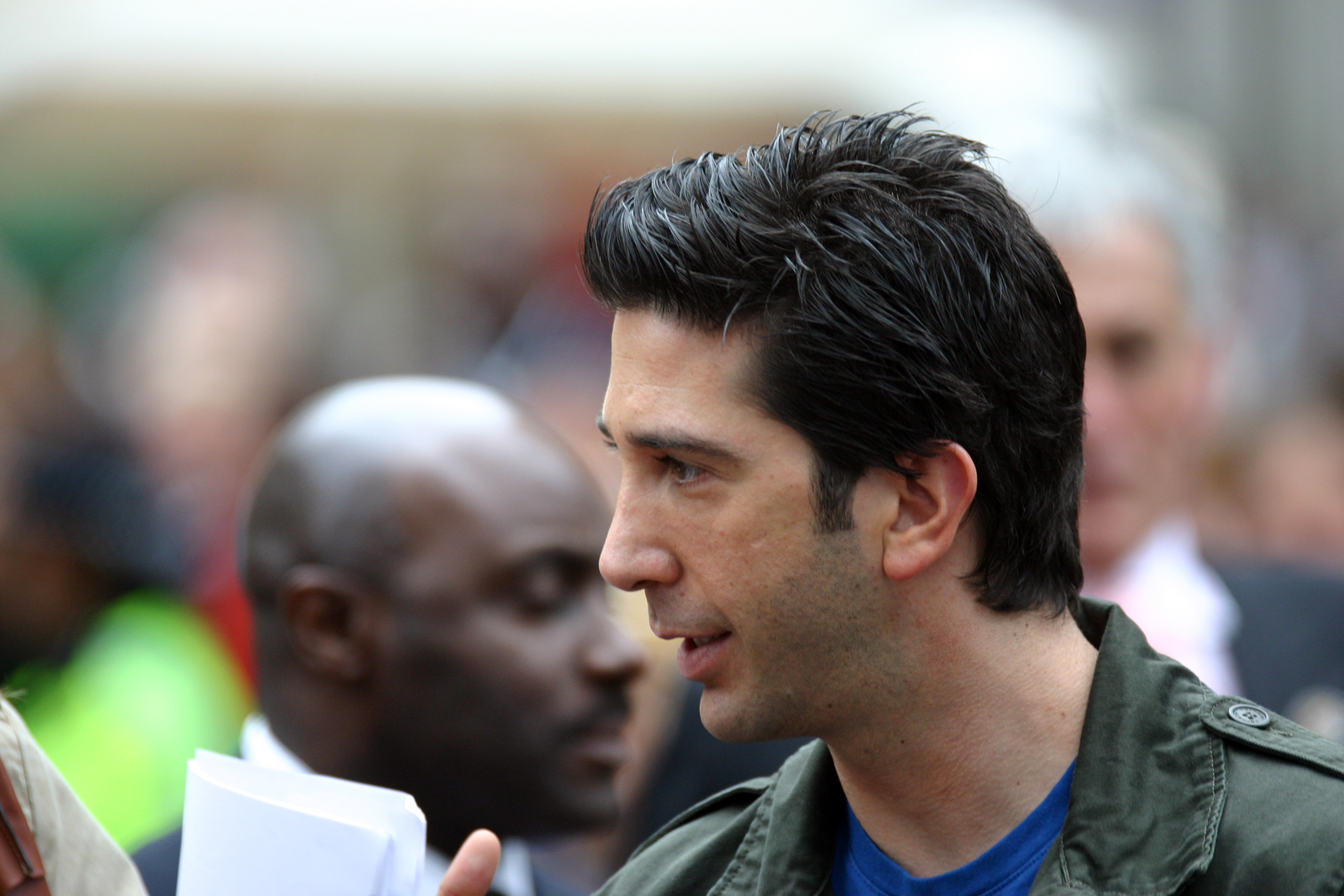
L'acteur en juillet 2005, à Londres.

Il fait ses débuts à Hollywood en enchaînant les petites apparitions à la télévision et au cinéma, et se fait remarquer en interprétant des personnages récurrents dans des séries policières très populaires, La Loi de Los Angeles en 1992 et New York Police Blues en 1993. Ces performances lui permettent d'intégrer la distribution principale d'une comédie à sketch-es intitulée Monty. Le programme ne dure que 13 épisodes diffusés début 1994.
C'est la rentrée suivante, avec le rôle de Ross Geller dans la sitcom Friends, que David Schwimmer connaît un succès planétaire. Le premier épisode est diffusé le 22 septembre 1994 sur la chaîne NBC aux États-Unis. Les audiences, déjà bonnes, ne feront que progresser, érigeant les six acteurs au rang de stars internationales.
Tenté par le cinéma, il décline tout de même en 1997 le rôle de J dans le blockbuster Men in Black. Et continue à cultiver son personnage de romantique idéaliste dans la comédie d'aventures Six jours, sept nuits. Il essaie tout de même de garder un pied dans le drame, avec le thriller de Bryan Singer Un élève doué en 1998, et surtout en prêtant ses traits au capitaine Herbert Sobel dans la mini-série de guerre produite par Steven Spielberg, Frères d'armes (Band of Brothers), où il évolue aux côtés d'autres futures stars, comme Damian Lewis et Michael Fassbender. Sa propre performance lui vaut un accueil unanime des critiques, et un Golden Satellite Award en 2002.
En 2004, après 10 ans de gloire, la série Friends s'arrête.

### Passage à la réalisation (2005-2014)

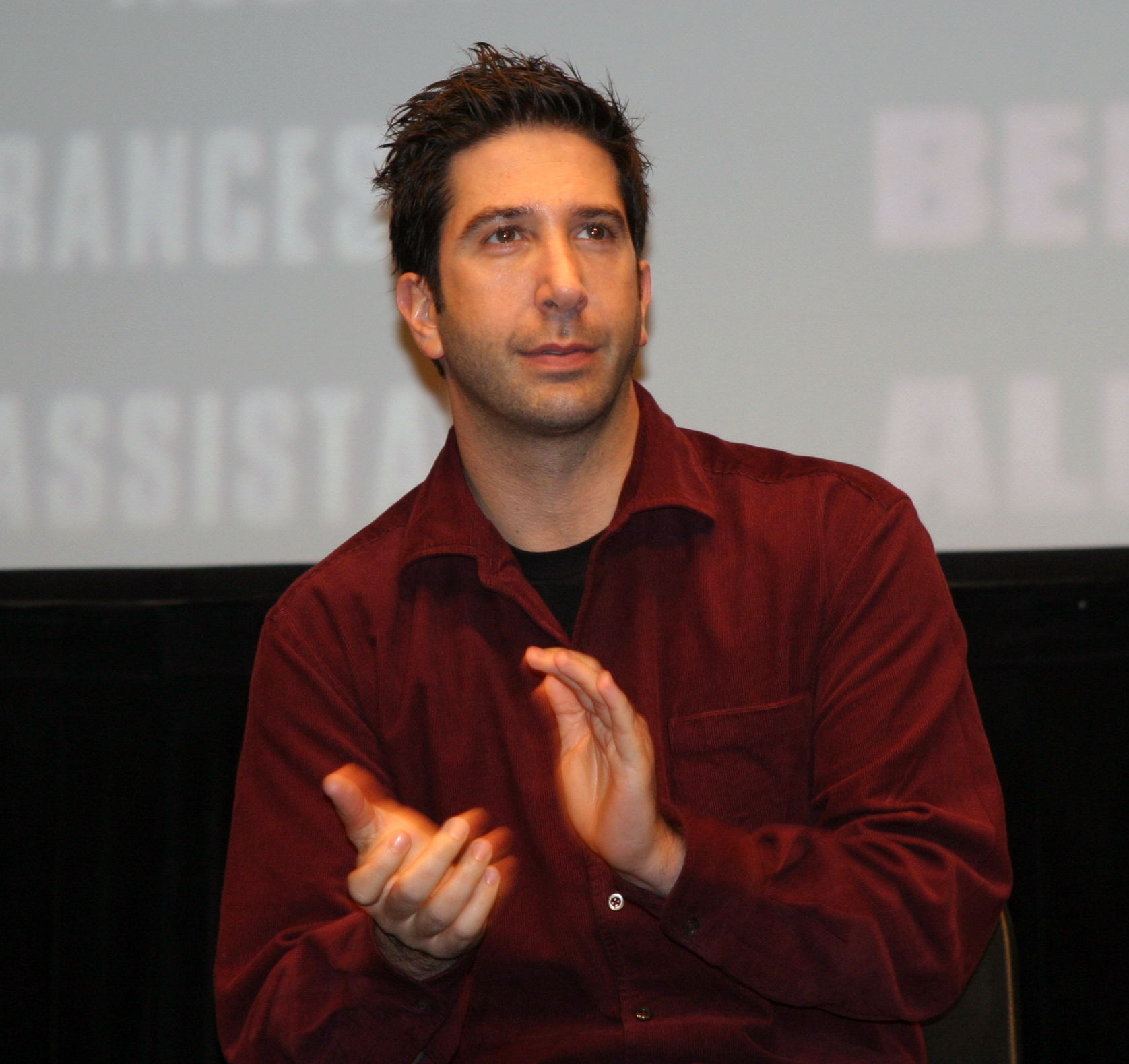
L'acteur à la première new-yorkaise de Cours toujours Dennis, en septembre 2007.

À la sortie de la série, il est à l'affiche de la comédie dramatique indépendante Duane Hopwood, dans lequel il joue le rôle-titre, et double le personnage de Melman la girafe dans le premier opus de la populaire franchise d'animation Madagascar, rôle qu'il reprendra durant les suites lancées durant les années suivantes.
Mais c'est véritablement à la mise en scène qu'il se consacre : après avoir mis en boite une dizaine d'épisodes durant les cinq dernières saisons de Friends, il confirme avec deux épisodes de la série Joey dans laquelle il dirige son ancien acolyte Matt LeBlanc. Il réalise également deux téléfilms, avant de finalement diriger son premier long-métrage, la comédie anglaise Cours toujours Dennis, avec Simon Pegg dans le rôle titre, avec lequel il partageait déjà l'affiche d'une comédie en 2006, Big Nothing. Il persiste dans l'humour anglais l'année suivante en filmant plusieurs segments de la sitcom Little Britain USA.
La même année, deux ans après avoir fait ses débuts à Broadway comme comédien dans The Caine Mutiny Court-Martial, il met en scène la pièce Fault Lines en Off Broadway. En 2011, il réalise son deuxième film, le thriller psychologique Trust, avec Clive Owen et Catherine Keener, présenté au festival de Toronto et au festival de Deauville.
Il revient ponctuellement devant la caméra : d'abord en incarnant l'époux de Kate Beckinsale dans le drame Le Prix du silence, puis pour un rôle secondaire dans le thriller porté par Michael Shannon, The Iceman.
Parallèlement, il multiplie les caméos et les petites apparitions dans des comédies acclamées par la critique : comme 30 Rock en 2007, Entourage en 2009, et dans les séries de ses anciens collègues : quelques épisodes de Web Therapy, avec Lisa Kudrow, en 2014, puis le temps d'une scène avec Matt LeBlanc dans Episodes en 2015.

### Retour dramatique (depuis 2014)

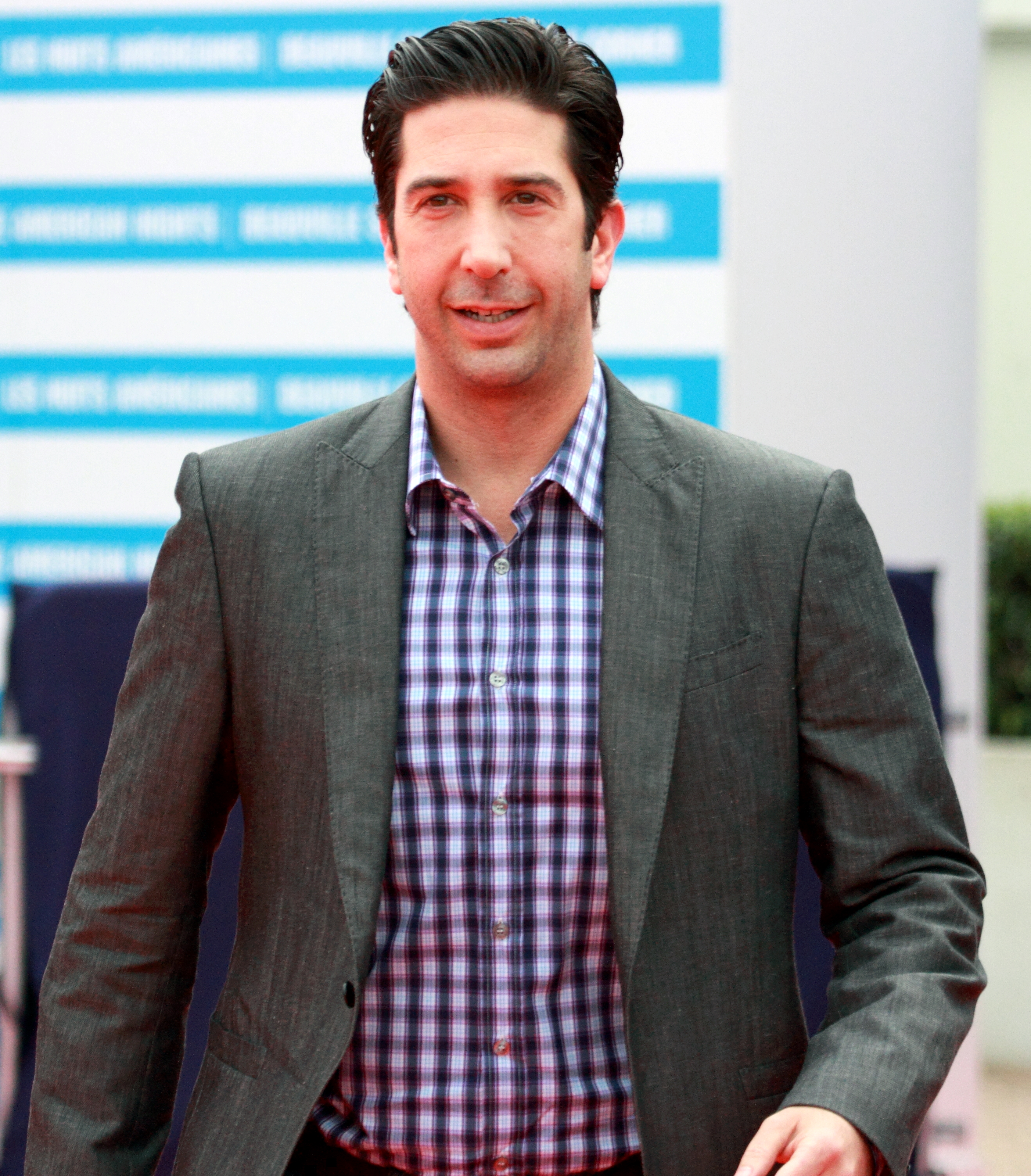
L'acteur au Festival du Cinéma Américain de Deauville de 2011.

En 2014, il est pressenti pour produire et être la tête d'affiche d'une nouvelle comédie pour la chaîne ABC, intitulée Irreversible. Il est finalement remplacé par Justin Long, et le projet ne dépasse pas le stade de l'épisode pilote.
En 2015, l'acteur accepte plutôt de revenir dans un registre dramatique, tournant coup sur coup deux séries qui sont diffusées en 2016 : il prête d'abord ses traits à Robert Kardashian pour la première saison de la série anthologique American Crime Story, produite par le scénariste à succès Ryan Murphy, et consacrée au procès du sportif O. J. Simpson.
Puis durant l'été, il tient l'un des deux rôles principaux d'une nouvelle série dramatique, Feed the Beast, sur AMC. La performance de l'acteur est unanimement saluée, mais le programme est un échec critique, et les audiences très faibles. La série ne dépasse donc pas une seule saison de dix épisodes.

### Vie privée
David Schwimmer a fréquenté la chanteuse et actrice australienne Natalie Imbruglia de 1996 à 1997,, l'actrice et mannequin israélienne Mili Avital en 2001 et l'actrice espagnole Carla Alapont de 2002 à 2003. Il a également eu une liaison avec la chanteuse anglaise Tina Barrett en 2004,.
Depuis 2007, il était le compagnon de l'artiste et photographe britannique Zoë Buckman, de 19 ans sa cadette. Après s’être fiancés en mars 2010, ils se sont mariés le 4 juin 2010 lors d'une cérémonie privée. Ensemble, ils ont une fille, prénommée Cleo Buckman Schwimmer (née le 8 mai 2011). Ils annoncent leur séparation dans un communiqué en avril 2017.

## Filmographie

### Acteur

#### Télévision
- 1990 - 1991 : Les Années coup de cœur (The Wonder Years) de Carol Black et Neal Marlens : Michael
- 1992 - 1993 : La Loi de Los Angeles (L.A. Law') de Steven Bochco et Terry Louise Fisher : Dana Romney
- 1993 : New York Police Blues (NYPD Blue)  de Steven Bochco et David Milch - Saison 1 : Josh '4B' Goldstein
- 1994 : Monty de George Beckerman et Mark Lawrence : Greg Richardson
- 1994 - 2004 : Friends de David Crane et Marta Kauffman : Ross Geller
- 2001 : Frères d'armes (Band of Brothers) : Capitaine Herbert Sobel
- 2004 : Larry et son nombril (Curb Your Enthusiasm) - Saison 4, 10 épisodes : Lui-même
- 2006 : 30 Rock de Tina Fey - Saison 2 : Greenzo
- 2009 : Entourage - Saison 6, épisode 4 : Lui-même
- 2010 : Come Fly with Me - Saison 1, épisode 2
- 2015 : Episodes - Saison 4, épisode 5 : Lui-même
- 2016 : American Crime Story (série télévisée) de Ryan Murphy : Robert Kardashian
- 2016 : Feed the Beast (série télévisée) : Tommy Moran
- 2020 : Intelligence (série télévisée) : Jerry Bernstein
- 2025 : Chair de Poule : Disparitions  : Anthony

#### Cinéma

##### Longs métrages
- 1984 : Karaté Kid[15] (The Karate Kid) de John G. Avildsen : un concurrent au tournoi de karaté
- 1991 : Le Vol de l'intruder (Flight of the Intruder) de John Milius : l'officier de garde
- 1992 : Crossing the Bridge de Mike Binder : John Anderson
- 1993 : Twenty Bucks de Keva Rosenfeld : Neil Campbell
- 1994 : Wolf de Mike Nichols : le policier dans le zoo
- 1996 : Le Porteur de cercueil (The Pallbearer) de Matt Reeves : Tom Thompson
- 1997 : Breast Men de Lawrence O'Neil : Dr Kevin Saunders
- 1998 : Une fiancée pour deux (Kissing a Fool) de Doug Ellin : Max Abbitt
- 1998 : Six jours, sept nuits (Six Days, Seven Nights) d'Ivan Reitman : Frank Martin
- 1998 : Un élève doué (Apt Pupil) de Bryan Singer : Edward French
- 2000 : Love and Sex de Valerie Breiman : un témoin de Jéhovah
- 2000 : Morceaux choisis (Picking Up the Pieces) d'Alfonso Arau : le père Léo
- 2001 : Hotel de Mike Figgis : Jonathan Danderfine
- 2001 : 1943, l'ultime révolte (Uprising) de Jon Avnet : Yitzhak Zuckerman
- 2004 : Duane Hopwood de Matt Mulhem : Duane Hopwood
- 2006 : Big Nothing de Jean-Baptiste Andrea : Charlie
- 2008 : Le prix du silence (Nothing But the Truth) de Rod Lurie : Ray Armstrong
- 2012 : John Carter d'Andrew Stanton : un jeune guerrier Thark
- 2012 : The Iceman d'Ariel Vromen : Josh Rosenthal
- 2019 : The Laundromat : L'Affaire des Panama Papers (The Laundromat) de Steven Soderbergh : Matthew Quirk

##### Films d'animation
- 2005 : Madagascar d'Eric Darnell et Ton McGrath : Melman
- 2008 : Madagascar 2 : La Grande Évasion (Madagascar 2: Escape Africa) d'Eric Darnell et Ton McGrath : Melman
- 2009 : Joyeux Noël Madagascar (Merry Madagascar) (court-métrage TV) de David Soren : Melman
- 2012 : Madagascar 3 : Bons Baisers d'Europe (Madagascar 3: Europe's Most Wanted) d'Eric Darnell et Conrad Vernon : Melman

### Réalisateur

#### Télévision
- 1994 - 2004 : Friends (dix épisodes à partir de la 6e saison)
- 1998 : Dix ans plus tard (Since You've Been Gone) (téléfilm)
- 2004 : Americana (téléfilm)
- 2004 : The Tracy Morgan Show (Saison 1, épisode 11)
- 2004 : Nevermind Nirvana (téléfilm)
- 2004 : Joey (Saison 1, épisode 5)
- 2005 : New Car Smell (téléfilm)
- 2008 : Little Britain USA (Saison 1, épisodes 1 à 6)

#### Cinéma
- 2007 : Cours toujours Dennis (Run Fatboy Run)
- 2010 : Trust

## Distinctions
- Emmy Award : 1995 : Meilleur second rôle dans une série comique, Friends
- Screen Actors Guild Awards
  - 1996 : Meilleur casting pour une série comique, Friends
  - 1999 : Meilleur casting pour une série comique, Friends
  - 2000 : Meilleur casting pour une série comique, Friends
  - 2001 : Meilleur casting pour une série comique, Friends
  - 2002 : Meilleur casting pour une série comique, Friends
  - 2003 : Meilleur casting pour une série comique, Friends
  - 2004 : Meilleur casting pour une série comique, Friends
- Blockbuster  Entertainement Award 1999 : Meilleur second rôle dans un film de comédie ou romantique, Six jours, sept nuits
- TV Guide Awards 2000 : Choix de la rédaction, Friends
- Satellite Awards 2002 : Meilleur second rôle dans une mini-série ou une série, Frères d'armes
- TV Land Award
  - 2006 : Baiser le plus mémorable, Friends
  - 2007 : Rupture si mauvaise qu'elle en devient bonne, Friends
- British Independent Film Awards 2007 : Douglas Hickox Award, Cours toujours Dennis
- Festival du cinéma américain de Deauville 2011
  - 2011: Prix de la Révélation Cartier, Trust
  - 2011: Grand Prix, Trust
  - 2011: Prix du Jury, Trust
  - 2011: Prix de la critique internationale, Trust

## Voix francophones
En version française, David Schwimmer est dans un premier temps doublé par Serge Blumental dans Le Vol de l'Intruder et Stefan Godin dans New York Police Blues. À partir de 1994 et la série Friends, Michel Lasorne devient sa voix régulière jusqu'en 2007. Ainsi, il le double dans, Frères d'armes, 1943, l'ultime révolte, Big Nothing et 30 Rock. En parallèle, il est doublé par Patrick Mancini dans Breast Men, Guy Chapellier dans Space Jam, Philippe Bozo dans Six jours, sept nuits et Le Porteur de cercueil, Jean-Luc Kayser dans Un élève doué et Bernard Gabay dans Morceaux choisis.
À partir de 2008, plusieurs comédiens se succèdent : William Coryn le double à trois reprises dans Entourage, American Crime Story, Feed the Beast, Patrick Mancini le retrouve dans Episodes, tandis qu'il est doublé à titre exceptionnel par Philippe Allard dans Le Prix du silence, Franck Capillery dans The Iceman, Julien Sibre dans The Laundromat : L'Affaire des Panama Papers, Guillaume Lebon dans Intelligence et Chair de poule ainsi que Glen Hervé dans Extrapolations.